# 奧野久之
奧野 久之（おくの ひさゆき、1920年8月27日 - 1992年4月17日）は、日本の弁護士。最高裁判所判事。
1987年9月5日に67歳で最高裁判所裁判官に就任。67歳での最高裁裁判官就任は三淵忠彦以来2人目。就任時の会見で「裁判や判決は法理の筋が通っているだけで値打ちが決まるものではない。この40年間、闘う手段を持たないで闘争している弱者の側にたって裁判所を下からみてきた。これからもこの立場で意見を」と述べた。
1986年衆院選の一票の格差訴訟と1986年参院選の一票の格差の最高裁判決において、合憲とする多数意見に対し、違憲とする反対意見を述べた。
1990年8月26日に定年退官した。